# Universidade de Alexandria
Universidade de Alexandria (em árabe: جامعة الإسكندرية) é uma universidade pública de pesquisas localizada na cidade de Alexandria, Egito. Foi fundada em 1938 como um campus satélite da Universidade do Cairo, tornando-se uma entidade independente em 1942. Era conhecida como Universidade de Farouk I até a Revolução Egípcia de 1952 quando seu nome foi mudado para Universidade de Alexandria. Taha Hussein foi o primeiro reitor da universidade. Hoje é a segunda maior universidade do Egito.

## Faculdades
Universidade de Alexandria detém 23 faculdades e institutos:
- Faculdade de Artes
- Faculdade de Direito
- Faculdade de Comércio
- Faculdade de Engenharia
- Faculdade de Ciências
- Faculdade de Agricultura
- Faculdade de Medicina
- Faculdade de Farmácia
- Faculdade de Enfermagem
- Faculdade de Educação Física para Meninas
- Faculdade de Educação Física para Meninos
- Faculdade de Belas Artes
- Faculdade de Agricultura
- Faculdade de Educação
- Faculdade de Odontologia
- Faculdade de Medicina Veterinária
- Faculdade de Turismo e Hotelaria
- Faculdade de Educação Específica
- Faculdade de Jardim de Infância
- Faculdade de Estudos Econômicos e Ciência Política
- Instituto Superior de Saúde Pública
- Instituto de Pós-Graduação e Pesquisa
- Instituto de Pesquisa Médica

Universidade de Alexandria também abriu filiais em países africanos e do Oriente Médio:
- Filial do Chade
- Filial do Iraque
- Filial do Sudão do Sul
- Filial de Matru
  - Faculdade de Educação
  - Faculdade de Deserto e Agricultura Ambiental
  - Faculdade de Medicina Veterinária
  - Faculdade de Enfermagem
  - Faculdade de Gestão Hoteleira

## Ex-alunos notáveis
- Ahmed H. Zewail, químico laureado com o Prêmio Nobel de Química
- Mo Ibrahim, empresário sudanês-britânico
- Zubaida Tharwat, atriz
- Tawfiq Saleh, diretor e escritor
- Ábdel Aziz ar-Rantisi, político e cofundador do Hamas